# Theo Frankenstein
Theo Frankenstein (Colònia, 27 d'agost de 1906 - ?) fou un ciclista alemany, professional des del 1927 fins al 1933. Es va especialitzar en el ciclisme en pista concretament a les curses de sis dies.

## Palmarès en pista
- 1928
  - 1r als Sis dies de Stuttgart (amb Piet van Kempen)